# Literatura pós-colonial
A literatura pós-colonial é a literatura de povos de países anteriormente colonizados, originários de todos os continentes, exceto da Antártica. A literatura pós-colonial aborda frequentemente os problemas e consequências da descolonização de um país, especialmente questões relacionadas com a independência política e cultural de povos anteriormente subjugados e temas como o racialismo e o colonialismo. Uma gama de teoria literária evoluiu em torno do assunto. Aborda o papel da literatura em perpetuar e desafiar o que o crítico pós-colonial Edward Said chama de imperialismo cultural.
A literatura migrante e a literatura pós-colonial mostram alguma sobreposição considerável. No entanto, nem toda migração ocorre em um ambiente colonial e nem toda literatura pós-colonial lida com a migração. Uma questão de debate atual é até que ponto a teoria pós-colonial também fala com a literatura de migração em ambientes não coloniais.

## Terminologia
O significado do prefixo "pós" em "pós-colonial" é uma questão de discórdia entre estudiosos e historiadores. Nos estudos pós-coloniais, não houve um consenso unificado sobre quando o colonialismo começou e quando terminou (com numerosos estudiosos afirmando que não). No entanto, a maioria dos estudiosos concorda que o termo "pós-colonial" designa uma era "após" o fim do colonialismo. A disputa foi influenciada pela história do colonialismo, que é comumente dividida em várias fases principais; a colonização europeia das Américas começou no século XV e durou até o século XIX, enquanto a colonização da África e da Ásia atingiu seu auge no século XIX. No alvorecer do século XX, a grande maioria das regiões não europeias estava sob domínio colonial europeu; isso duraria até depois da Segunda Guerra Mundial, quando os movimentos anticoloniais de independência levaram à descolonização da África, Ásia e Américas. Os historiadores também expressaram opiniões divergentes em relação ao status pós-colonial das nações estabelecidas através do colonialismo, como os Estados Unidos, Canadá, Austrália e Nova Zelândia. O neocolonialismo em curso com a divisão norte-sul e os efeitos do colonialismo (muitos dos quais persistiram após o fim do domínio colonial direto), tornaram difícil determinar se uma nação que não está mais sob o domínio colonial garante ou não seu status pós-colonial.
Pramod Nayar define a literatura pós-colonial como "aquela que negocia, contesta e subverte as ideologias e representações euro-americanas".

### Evolução do termo
Antes que o termo "literatura pós-colonial" ganhasse circulação entre os pesquisadores, "literatura da comunidade" era usada para se referir à escrita em inglês de colônias ou nações que pertenciam à Comunidade Britânica. Embora o termo incluísse literatura da Grã-Bretanha, era mais comumente usado para escrever em inglês escrito nas colônias britânicas. Estudiosos da literatura da comunidade usaram o termo para designar a escrita em inglês que tratava do tema do colonialismo. Eles defendiam sua inclusão nos currículos literários, até então dominados pelo cânone britânico. No entanto, a geração seguinte de críticos pós-coloniais, muitos dos quais pertenciam à tradição filosófica pós-estruturalista, discordou do rótulo de "commonwealth" por separar a escrita não britânica da literatura de língua "inglesa" escrita na Grã-Bretanha. Eles também sugeriram que os textos dessa categoria frequentemente apresentavam uma visão míope sobre o legado do colonialismo.
Outros termos usados para a literatura de língua inglesa das ex-colônias britânicas incluem termos que designam um corpus nacional de escrita, como literatura australiana ou canadense; numerosos termos como "Literatura inglesa diferente da britânica e americana", "Novas literaturas em inglês", "Literatura internacional em inglês"; e "Literaturas Mundiais" foram cunhadas. Estes foram, no entanto, descartados como muito vagos ou imprecisos para representar o vasto corpo de escrita dinâmica emergente das colônias britânicas durante e após o período de domínio colonial direto. Os termos "colonial" e "pós-colonial" continuam a ser usados para a escrita emergente durante e após o período de domínio colonial, respectivamente.

### Consenso da nomenclatura em inglês
O consenso no campo é que "pós-colonial" (em inglês: post-colonial, com um hífen) significa um período que vem cronologicamente "depois" do colonialismo. "Poscolonial", sem hífen, (postcolonial), por outro lado, sinaliza o impacto persistente da colonização em períodos de tempo e regiões geográficas. Enquanto o hífen implica que a história se desenrola em estágios claramente distinguíveis do pré ao pós-colonial, a omissão do hífen cria uma estrutura comparativa para entender as variedades de resistência local ao impacto colonial. Os argumentos a favor do hífen sugerem que o termo "pós-colonial" dilui as diferenças entre as histórias coloniais em diferentes partes do mundo e que homogeneíza as sociedades coloniais. O corpo de escrita crítica que participa desses debates é chamado de teoria pós-colonial.

## Abordagens críticas

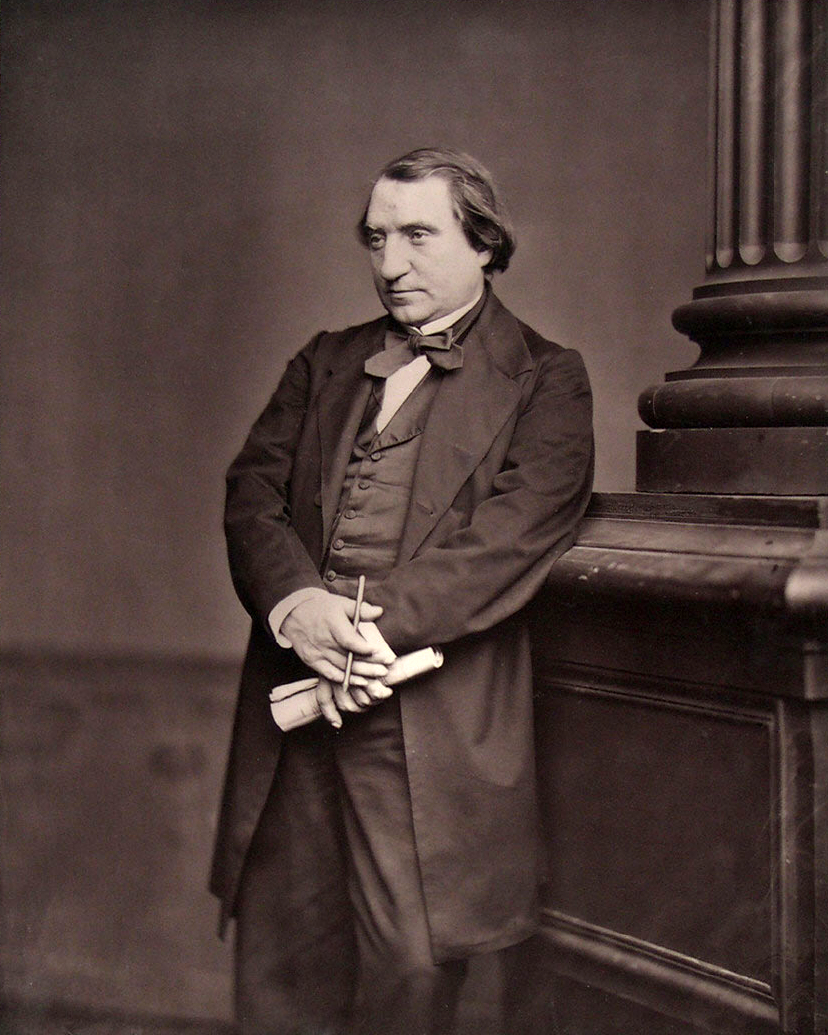
Em La Réforme Intellectuelle et morale (1871), o orientalista Ernest Renan defendeu a mordomia imperial para civilizar os povos não ocidentais do mundo

Os escritores de ficção pós-coloniais lidam com o discurso colonial tradicional, modificando-o ou subvertendo-o, ou ambos. A teoria literária pós-colonial reexamina a literatura colonial e pós-colonial, concentrando-se especialmente no discurso social entre o colonizador e o colonizado que moldou e produziu a literatura. Em Orientalism (1978), Edward Said analisou a ficção de Honoré de Balzac, Charles Baudelaire e Conde de Lautréamont (Isidore-Lucien Ducasse), explorando como eles moldaram e foram influenciados pela fantasia social da superioridade racial europeia. Ele foi pioneiro no ramo da crítica pós-colonial chamado análise do discurso colonial.
Outro importante teórico do discurso colonial é o professor da Universidade de Harvard, Homi K. Bhabha, (nascido em 1949). Ele desenvolveu vários neologismos e conceitos-chave do campo, como hibridismo, terceiro espaço, mimetismo, diferença e ambivalência. Obras canônicas ocidentais como A Tempestade, de Shakespeare, Jane Eyre, de Charlotte Brontë, Mansfield Park, de Jane Austen, Kim, de Rudyard Kipling, e Heart of Darkness, de Joseph Conrad, foram alvos da análise do discurso colonial. A geração seguinte de críticos pós-coloniais concentra-se em textos que "escrevem de volta" ao centro colonial. Em geral, a teoria pós-colonial analisa como ideias anticoloniais, como anticonquista, unidade nacional, négritude, pan-africanismo e feminismo pós-colonial foram forjadas e promulgadas através da literatura.

### Nacionalismo
O sentimento de identificação com uma nação, ou nacionalismo, alimentou movimentos anticoloniais que buscavam obter independência do domínio colonial. A língua e a literatura foram fatores de consolidação desse sentimento de identidade nacional para resistir ao impacto do colonialismo. Com o advento da imprensa, jornais e revistas ajudaram as pessoas através das barreiras geográficas a se identificarem com uma comunidade nacional compartilhada. Essa ideia da nação como uma comunidade imaginada homogênea conectada através de barreiras geográficas por meio da linguagem tornou-se o modelo para a nação moderna. A literatura pós-colonial não apenas ajudou a consolidar a identidade nacional nas lutas anticoloniais, mas também criticou o pedigree colonial europeu do nacionalismo. Conforme descrito nos romances de Salman Rushdie, por exemplo, a nação homogênea foi construída sobre modelos europeus pela exclusão de vozes marginalizadas. Eles eram formados por elites religiosas ou étnicas que falavam em nome de toda a nação, silenciando grupos minoritários.

### Negritude, pan-africanismo e pan-nacionalismo
Negritude é uma filosofia literária e ideológica, desenvolvida por intelectuais, escritores e políticos africanos francófonos na França durante a década de 1930. Seus iniciadores incluíram o poeta martinicano Aimé Césaire, Léopold Sédar Senghor (futuro presidente do Senegal) e Léon Damas da Guiana Francesa. Os intelectuais da Négritude desaprovavam o colonialismo francês e afirmavam que a melhor estratégia para se opor a ele era encorajar uma identidade racial comum para os africanos nativos em todo o mundo.
O pan-africanismo foi um movimento entre intelectuais negros de língua inglesa que ecoavam os princípios da négritude. Frantz Fanon (1925–1961), um psiquiatra, filósofo, revolucionário e escritor afro-caribenho nascido na Martinica, foi um dos proponentes do movimento. Seus trabalhos são influentes nos campos de estudos pós-coloniais, teoria crítica e marxismo. Como intelectual, Fanon era um político radical e humanista marxista preocupado com a psicopatologia da colonização, e as consequências humanas, sociais e culturais da descolonização.

#### Movimento de volta à África
Marcus Mosiah Garvey Jr. (1887–1940), outro proponente do pan-africanismo, foi um líder político, editor, jornalista, empresário e orador jamaicano. Fundou a Associação Universal de Aperfeiçoamento do Negro e a Liga das Comunidades Africanas (em inglês: UNIA-ACL). Ele também fundou a Black Star Line, uma linha de navegação e passageiros que promoveu o retorno da diáspora africana às suas terras ancestrais. Antes do século XX, líderes como Prince Hall, Martin Delany, Edward Wilmot Blyden e Henry Highland Garnet defendiam o envolvimento da diáspora africana nos assuntos africanos. No entanto, Garvey foi o único a promover uma filosofia pan-africana para inspirar um movimento de massa global e empoderamento econômico com foco na África. A filosofia veio a ser conhecida como garveísmo. Promovido pela UNIA como um movimento de redenção africana, o garveísmo acabaria por inspirar outros, desde a Nação do Islã até o movimento Rastafári (algumas seitas das quais proclamam Marcus Garvey como um profeta).
Contra os defensores da literatura que promovia a solidariedade racial africana de acordo com os princípios da negritude, Frantz Fanon defendia uma literatura nacional destinada a alcançar a libertação nacional. Paul Gilroy argumentou contra a leitura de literatura tanto como expressão de uma identidade racial negra comum quanto como representação de sentimentos nacionalistas. Em vez disso, ele argumentou que as formas culturais negras – incluindo a literatura – eram formações diaspóricas e transnacionais nascidas dos efeitos históricos e geográficos comuns da escravidão transatlântica.

### Narrativa anti-conquista
A "narrativa anti-conquista" reformula os habitantes indígenas dos países colonizados como vítimas, em vez de inimigos dos colonizadores. Isso retrata o povo colonizado sob uma luz mais humana, mas corre o risco de absolver os colonizadores de responsabilidade ao assumir que os habitantes nativos estavam "condenados" ao seu destino.
Em seu livro, intitulado Imperial Eyes, Mary Louise Pratt analisa as estratégias pelas quais a literatura de viagens europeias retrata a Europa como um espaço doméstico seguro contra uma representação contrastante de forasteiros colonizados. Ela propõe uma teorização de "anticonquista" completamente diferente das ideias discutidas aqui, uma que pode ser atribuída a Edward Said. Em vez de se referir a como os nativos resistem à colonização ou são vítimas dela, Pratt analisa textos em que um europeu narra suas aventuras e lutas para sobreviver na terra do Outro não europeu. Isso garante a inocência do imperialista mesmo quando ele exerce seu domínio, uma estratégia que Pratt chama de "anticonquista". A anticonquista é função de como o narrador se escreve como responsável ou agente, direto ou indireto, da colonização e do colonialismo. Essa noção diferente de anticonquista é usada para analisar as formas pelas quais o colonialismo e a colonização são legitimados por meio de histórias de sobrevivência e aventura que pretendem informar ou entreter. Pratt criou essa noção única em associação com os conceitos de zona de contato e transculturação, que foram muito bem recebidos nos círculos sociais e de ciências humanas da América Latina. Os termos referem-se às condições e efeitos do encontro entre o colonizador e o colonizado.

### Literatura feminista pós-colonial
O Feminismo do Terceiro Mundo surgiu como uma resposta ao foco eurocêntrico do feminismo. Ele explica a maneira como o racismo e os efeitos políticos, econômicos e culturais duradouros do colonialismo afetam as mulheres não brancas e não ocidentais no mundo pós-colonial. O feminismo pós-colonial não é simplesmente um subconjunto de estudos pós-coloniais ou outra variedade de feminismo. Em vez disso, procura atuar como uma intervenção que muda os pressupostos dos estudos pós-coloniais e feministas. O ensaio fundamental de Audre Lorde, "The Master's Tools Will Never Dismantle the Master's House", usa a metáfora das ferramentas do mestre e da casa do mestre para explicar que o feminismo ocidental falha em fazer mudanças positivas para as mulheres do terceiro mundo porque usa as mesmas ferramentas que o patriarcado. A ficção feminista pós-colonial procura descolonizar a imaginação e a sociedade. Com o aumento da dívida global, do trabalho e das crises ambientais, a posição precária das mulheres (especialmente no sul global) tornou-se uma preocupação predominante dos romances feministas pós-coloniais. Os temas comuns incluem os papéis das mulheres nas sociedades globalizadas e o impacto da migração em massa para os centros urbanos metropolitanos. Textos essenciais, incluindo The Fall of the Iman, de Nawal El Saadawi, sobre o linchamento de mulheres, Half of a Yellow Sun, de Chimamanda Adichie, sobre duas irmãs na Nigéria antes e depois da guerra, e Giannina Braschi, Estados Unidos da Banana, que declara a independência de Porto Rico. Outras vozes importantes incluem Maryse Condé, Fatou Diome e Marie NDiaye.
Os teóricos culturais feministas pós-coloniais incluem Rey Chow, Maria Lugones, Gayatri Chakravorty Spivak e Trinh T. Minh-ha.

## Ilhas do Pacífico

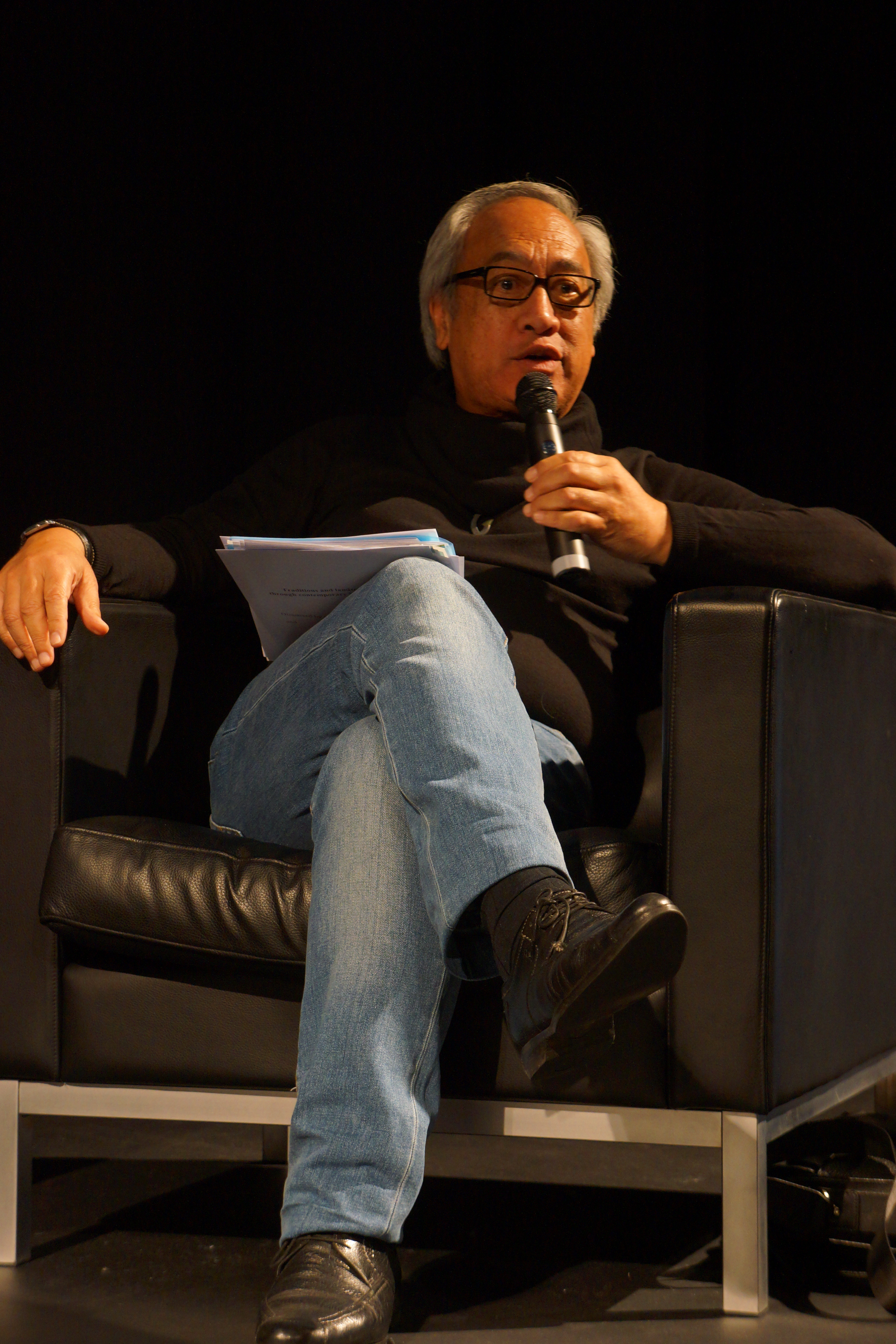
Witi Ihimaera, da Nova Zelândia, o primeiro romancista Māori publicado

Há um grupo crescente de jovens escritores pacíficos que respondem e falam sobre a experiência Pasifika contemporânea, incluindo os escritores Lani Wendt Young, Courtney Sina Meredith e Selina Tusitala Marsh. Recuperação da cultura, perda da cultura, diáspora, todos temas comuns à literatura pós-colonial, estão presentes no coletivo de escritores do Pacífico. Os pioneiros da literatura incluem dois dos autores vivos mais influentes desta região: Witi Ihimaera, o primeiro romancista Māori publicado na Nova Zelândia, e o poeta samoano Albert Wendt (nascido em 1939). Wendt mora na Nova Zelândia. Entre suas obras está Leaves of the Banyan Tree (1979). Ele é de herança alemã por meio de seu bisavô paterno, o que se reflete em alguns de seus poemas. Ele descreve sua herança familiar como "totalmente samoana", embora tenha um sobrenome alemão. No entanto, ele não nega explicitamente sua herança alemã.
Outra figura notável da região é Sia Figiel (nascida em 1967), romancista, poetisa e pintora samoana contemporânea, cujo romance de estreia, Where We Once Belonged, ganhou o Commonwealth Writers' Prize de Melhor Primeiro Livro de 1997, Sudeste Asiático e Região do Pacífico Sul. Sia Figiel cresceu em meio ao canto e poesia tradicionais de Samoa, o que influenciou fortemente sua escrita. A maior influência e inspiração de Figiel em sua carreira é o romancista e poeta samoano Albert Wendt.

### Austrália
No momento da primeira colonização da Austrália em 1788, os indígenas australianos (aborígenes e ilhéus do Estreito de Torres) não haviam desenvolvido um sistema de escrita; portanto, os primeiros relatos literários dos povos aborígenes vêm dos diários dos primeiros exploradores europeus, que contêm descrições de primeiro contato, tanto violento quanto amigável. Os primeiros relatos de exploradores holandeses e do bucaneiro inglês William Dampier escreveram sobre os "nativos da Nova Holanda" como sendo "selvagens bárbaros", mas na época do capitão James Cook e do fuzileiro naval da Primeira Frota Watkin Tench (a era de Jean-Jacques Rousseau), os relatos dos povos aborígenes eram mais simpáticos e românticos: "essas pessoas podem realmente ser consideradas no estado puro da natureza e podem parecer para alguns como as mais miseráveis da terra; mas, na realidade, são muito mais felizes do que (...) nós, europeus", escreveu Cook em seu diário em 23 de agosto de 1770.
Enquanto seu pai, James Unaipon (c. 1835–1907), contribuiu para os relatos da mitologia aborígene escritos pelo missionário sul-australiano George Taplin, David Unaipon (1872–1967) forneceu os primeiros relatos da mitologia aborígene escritos por um aborígene pessoa em Legendary Tales of the Australian Aborigines.
Oodgeroo Noonuccal (nascida Kath Walker, 1920–1995) foi uma poetisa, ativista política, artista e educadora australiana. Ela também era uma ativista pelos direitos dos aborígenes. Oodgeroo era mais conhecida por sua poesia e foi a primeira aborígene australiana a publicar um livro de versos, We Are Going (1964).
A obra de de Bruce Pascoe publicada em 2014, Dark Emu: Black Seeds: Agriculture or Accident?, que, com base em pesquisas já feitas por outros, mas raramente incluídas em narrativas históricas padrão, reexamina relatos coloniais de povos aborígenes na Austrália e cita evidências de agricultura pré-colonial, engenharia e construção civil por povos aborígenes e das ilhas do Estreito de Torres. O livro foi muito aclamado, ganhando o Livro do Ano no NSW Premier's Literary Award e outros, além de vender muito bem: em 2019 estava em sua 28.ª edição e vendeu mais de 100 mil cópias.

## Na África

O colonialismo em 1913: as colónias africanas dos impérios europeus; e as fronteiras políticas pós-coloniais e contemporâneas dos países descolonizados

Ngũgĩ wa Thiong'o (nascido em 1938) é um escritor queniano, anteriormente trabalhando em inglês e agora trabalhando em Gikuyu. Sua obra inclui romances, peças de teatro, contos e ensaios, variando da crítica literária e social à literatura infantil. Ele é o fundador e editor do jornal Mũtĩiri em língua Gikuyu. Stephen Atalebe (nascido em 1983) é um escritor de ficção ganense que escreveu a Hora da Morte em Harare, detalhando as lutas pós-coloniais no Zimbábue enquanto navegavam pelas sanções impostas pelo governo britânico sob George Blair.
Bate Besong (1954–2007) foi um dramaturgo, poeta e crítico camaronês, descrito por Pierre Fandio como "um dos escritores mais representativos e regulares do que pode ser chamado de segunda geração da emergente literatura camaronesa em inglês". Outros dramaturgos camaroneses são Anne Tanyi-Tang, e Bole Butake.
Dina Salústio (nascida em 1941) é uma romancista e poetisa cabo-verdiana, cujas obras são consideradas um importante contributo para a literatura pós-colonial lusófona, com particular destaque para a promoção de narrativas femininas.

### Nigéria

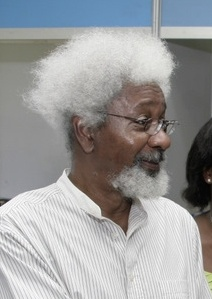
Wole Soyinka, dramaturgo nigeriano e poeta vencedor do Prêmio Nobel em 1986

A autora nigeriana Chinua Achebe (1930–2013) ganhou atenção mundial por Things Fall Apart no final dos anos 1950. Achebe escreveu seus romances em inglês e defendeu o uso do inglês, uma "língua dos colonizadores", na literatura africana. Em 1975, sua palestra " An Image of Africa: Racism in Conrad's Heart of Darkness " apresentou uma crítica famosa a Joseph Conrad como "um racista completo". Ele próprio é intitulado como um chefe tribal lgbo, os romances de Achebe enfocam as tradições da sociedade Igbo, o efeito das influências cristãs e o choque dos valores ocidentais e tradicionais africanos durante e após a era colonial. Seu estilo depende fortemente da tradição oral Igbo e combina narração direta com representações de histórias folclóricas, provérbios e oratória. Ele também publicou uma série de contos, livros infantis e coleções de ensaios.
Nascido em 1934, Wole Soyinka é um dramaturgo e poeta, premiado com o Prêmio Nobel de Literatura em 1986, o primeiro africano a ser homenageado nessa categoria. Soyinka nasceu em uma família Iorubás em Abeocutá. Depois de estudar na Nigéria e na Grã-Bretanha, trabalhou no Royal Court Theatre em Londres. Ele passou a escrever peças que foram produzidas nos dois países, em teatros e no rádio. Ele teve um papel ativo na história política da Nigéria e em sua campanha pela independência do domínio colonial britânico. Em 1965, ele apreendeu o estúdio do Western Nigeria Broadcasting Service e transmitiu uma demanda pelo cancelamento das eleições regionais da Nigéria Ocidental. Em 1967, durante a Guerra Civil da Nigéria, ele foi preso pelo governo federal do general Yakubu Gowon e colocado em confinamento solitário por dois anos. Soyinka tem sido um forte crítico dos sucessivos governos nigerianos, especialmente dos muitos ditadores militares do país, bem como de outras tiranias políticas, incluindo o regime de Robert Mugabe no Zimbábue. Grande parte de sua escrita se preocupa com "a bota opressiva e a irrelevância da cor do pé que a usa".
Chimamanda Ngozi Adichie (nascida em 1977) é romancista, escritora de não-ficção e contista. Recebedor do MacArthur Genius Grant, Adichie foi chamado de "o mais destacado" de uma "procissão de jovens autores anglófonos aclamados pela crítica [que] está conseguindo atrair uma nova geração de leitores para a literatura africana".

### África do Sul
Elleke Boehmer escreveu: "O nacionalismo, como o patriarcado, favorece a solteirice — uma identidade, um padrão de crescimento, um nascimento e sangue para todos (...) [e] promoverá formas de consciência especificamente unitárias ou 'one-eye'." O primeiro problema que qualquer estudante de literatura sul-africana enfrenta é a diversidade dos sistemas literários. Gerrit Olivier observa: "Embora não seja incomum ouvir acadêmicos e políticos falarem sobre uma 'literatura sul-africana', a situação no nível básico é caracterizada pela diversidade e até pela fragmentação". Robert Mossman acrescenta que "Um dos legados mais duradouros e tristes do sistema do apartheid pode ser que ninguém — branco, negro, de cor (significado de raça mista na África do Sul) ou asiático — pode falar como um 'Sul-africano.'" O problema, no entanto, é significativamente anterior ao Apartheid, já que a África do Sul é um país formado por comunidades que sempre foram linguística e culturalmente diversas. Todas essas culturas mantiveram autonomia até certo ponto, tornando difícil uma compilação como a controversa Southern African Literatures de Michael Chapman . Chapman levanta a questão:
(...) Pode-se dizer que essa língua, cultura ou história tem autoridade na África do Sul quando o fim do apartheid levantou questões desafiadoras sobre o que é ser um sul-africano, o que é viver em uma nova África do Sul, se a África do Sul é uma nação e, em caso afirmativo, qual é o seu mito, o que precisa ser esquecido e o que deve ser lembrado enquanto vasculhamos o passado para entender o presente e buscar um caminho para um futuro desconhecido.
A África do Sul tem 11 idiomas nacionais: africâner, inglês, zulu, xosa, sesoto, sepedi, tsuana, venda, suázi, tsonga e andebele. Qualquer história literária definitiva da África do Sul deveria, pode-se argumentar, discutir a literatura produzida em todas as onze línguas. Mas a única literatura a adotar características que podem ser consideradas "nacionais" é o africâner. Olivier argumenta: "De todas as literaturas na África do Sul, a literatura africâner foi a única a se tornar uma literatura nacional no sentido de que desenvolveu uma imagem clara de si mesma como uma entidade separada, e isso por meio de entrincheiramento institucional através do ensino, distribuição, uma cultura de revisão, periódicos, etc. pode garantir a continuação desse conceito. Parte do problema é que a literatura inglesa tem sido vista dentro do contexto mais amplo da escrita inglesa no mundo e, devido à posição global do inglês como língua franca, não tem sido vista como autônoma ou nativa do sul África – nas palavras de Olivier: "A literatura inglesa na África do Sul continua a ser uma espécie de extensão da literatura inglesa britânica ou internacional." As línguas africanas, por outro lado, são faladas além das fronteiras da África Austral – por exemplo, o tsuana é falado no Botswana, o tsonga no Zimbabwe e o sesoto no Lesoto. As fronteiras da África do Sul foram estabelecidas durante a União Sul-Africana e, como em todas as outras colônias, essas fronteiras foram traçadas sem consideração pelas pessoas que viviam dentro delas. Portanto: numa história da literatura sul-africana, incluímos todos os escritores tswana, ou apenas os de nacionalidade sul-africana? Chapman contorna esse problema incluindo literaturas africanas "do sul". O segundo problema com as línguas africanas é a acessibilidade, porque uma vez que as línguas africanas são línguas regionais, nenhuma delas pode reivindicar a leitura em escala nacional comparável ao africâner e ao inglês. Sesoto, por exemplo, ao transgredir as fronteiras nacionais da África do Sul, por outro lado é falado principalmente no Estado Livre, e tem uma grande relação com a língua de Natal, por exemplo, Zulu. Assim, a língua não pode reivindicar um público leitor nacional e, por outro lado, ser "internacional" no sentido de que transgride as fronteiras nacionais.
Olivier argumenta que "não há nenhuma razão óbvia para que seja insalubre ou anormal a coexistência de diferentes literaturas em um país, cada uma possuindo sua própria infraestrutura e permitindo que os teóricos desenvolvam teorias impressionantes sobre polissistemas". No entanto, o idealismo político que propõe uma "África do Sul" unificada (resquício dos planos elaborados por Sir Henry Bartle Frere) infiltrou-se no discurso literário e exige uma literatura nacional unificada, que não existe e deve ser fabricada. É irreal pensar na África do Sul e na literatura sul-africana como homogêneas, agora ou em um futuro próximo ou distante, já que a única razão pela qual é um país é a interferência das potências coloniais europeias. Esta não é uma questão racial, mas tem a ver com cultura, herança e tradição (e de fato a constituição celebra a diversidade). Em vez disso, parece mais sensato discutir a literatura sul-africana como literatura produzida dentro das fronteiras nacionais pelas diferentes culturas e grupos linguísticos que habitam essas fronteiras. Caso contrário, o perigo é enfatizar um sistema literário em detrimento de outro e, na maioria das vezes, o beneficiário é o inglês, ignorando as línguas africanas. A distinção entre literatura "negra" e "branca" é ainda um resquício do colonialismo que deve ser substituído por distinções entre sistemas literários baseados na afiliação linguística e não na raça.
Na primeira metade do século XX, as epopeias dominaram amplamente a escrita negra: romances históricos, como do ativista Sol T. Plaatje, intitulado Mhudi: An Epic of South African Native Life a Hundred Years Ago (1930); Thomas Mofolo na obra Chaka (trans. 1925), e peças épicas, incluindo as de HIE Dhlomo, ou poesia épica heroica, como a obra de Mazizi Kunene. Esses textos "evidenciam o patriarcado negro africano em sua forma tradicional, com homens em posição de autoridade, muitas vezes como guerreiros ou reis, e mulheres como figuras secundárias de dependência e/ou mães da nação". A literatura feminina nas línguas africanas é severamente limitada por causa da forte influência do patriarcado, mas nas últimas duas décadas a sociedade mudou muito e pode-se esperar que mais vozes femininas surjam.
Os seguintes são notáveis escritores sul-africanos brancos em inglês: Athol Fugard, Nadine Gordimer, JM Coetzee e Wilbur Smith . André Brink escreveu em africâner e inglês, enquanto Breyten Breytenbach escreve principalmente em africâner, embora muitas de suas obras tenham sido traduzidas para o inglês. Dalene Matthee (1938–2005) é outra africâner, mais conhecida por seus quatro Forest Novels, escritos dentro e ao redor da Floresta de Knysna, entre eles Fiela se Kind (1985). Seus livros foram traduzidos para quatorze idiomas, incluindo inglês, francês e alemão, e mais de um milhão de cópias foram vendidas em todo o mundo.

## Nas Américas

### Caribe
Maryse Condé (nascida em 1937) é uma autora francesa ( guadalupeana) de ficção histórica, mais conhecida por seu romance Segu (1984–1985).

#### Índias Ocidentais

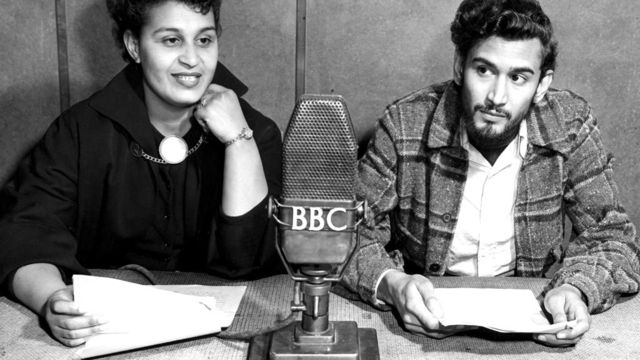
A atriz Pauline Henriques e o escritor Samuel Selvon lendo uma história no Caribbean Voices em 1952 da BBC

O termo "Índias Ocidentais" começou a ser amplamente aceito na década de 1950, quando escritores como Samuel Selvon, John Edgar Colwell Hearne, Edgar Mittelholzer, VS Naipaul e George Lamming começaram a ser publicados no Reino Unido. A sensação de uma literatura única se desenvolvendo nas ilhas também foi incentivada na década de 1940 pelo programa de rádio da BBC, Caribbean Voices, que apresentava histórias e poemas escritos por autores das Índias Ocidentais, gravados em Londres sob a direção do produtor Henry Swanzy e transmitidos de volta para as ilhas. Revistas como Kyk-Over-Al na Guiana, Bim em Barbados e Focus na Jamaica, que publicaram trabalhos de escritores de toda a região, também incentivaram links e ajudaram a construir uma audiência.
Uma característica única e difundida da literatura caribenha é o uso de formas de "dialeto" da língua nacional, muitas vezes denominada crioulo. As várias variações locais nas línguas europeias que se estabeleceram nas Índias Ocidentais durante o período do domínio colonial europeu. Esses idiomas foram modificados ao longo dos anos em cada país e cada um desenvolveu uma mistura única para seu país. Muitos autores caribenhos em seus escritos alternam livremente entre a variação local – agora comumente denominado língua nacional – e a forma padrão da linguagem. Dois escritores das Índias Ocidentais ganharam o Prêmio Nobel de Literatura: Derek Walcott (1992), nascido em Santa Lúcia, residente principalmente em Trinidad durante as décadas de 1960 e 1970, e parcialmente nos Estados Unidos desde então; e Vidiadhar Naipaul, nascido em Trinidad e residente no Reino Unido desde a década de 1950 (Saint-John Perse, que ganhou o Prêmio Nobel em 1960, nasceu no território francês de Guadalupe).
A escritora mais famosa da ilha de Dominica é a autora britânica-dominicana Jean Rhys, mais conhecida por seu romance de 1966 Wide Sargasso Sea, que foi escrito como uma prequela de Jane Eyre de Charlotte Brontë. O romance trata de temas de mulheres que vivem em uma sociedade patriarcal, raça e assimilação. Em 5 de novembro de 2019, a BBC News listou Wide Sargasso Sea em sua lista dos 100 romances mais influentes. O romance foi adaptado para teatro, cinema e rádio inúmeras vezes, mais recentemente como uma peça de rádio da BBC Radio 4.
Earl Lovelace (nascido em 1935) é um romancista, jornalista, dramaturgo e contista de Trindade e Tobago. Ele é particularmente reconhecido por sua ficção descritiva e dramática sobre a cultura de Trinidad: "Usando padrões de dialeto de Trinidad e inglês padrão, ele investiga os paradoxos frequentemente inerentes à mudança social, bem como o choque entre culturas rurais e urbanas." Como observa Bernardine Evaristo, "Lovelace é incomum entre os célebres escritores caribenhos, pois sempre viveu em Trindade. A maioria dos escritores parte para encontrar apoio para seus empreendimentos literários em outros lugares e isso, sem dúvida, molda a literatura, especialmente após longos períodos de exílio. Mas a ficção de Lovelace está profundamente enraizada na sociedade de Trindade e é escrita da perspectiva de alguém cujos laços com sua terra natal nunca foram rompidos."

### Estados Unidos

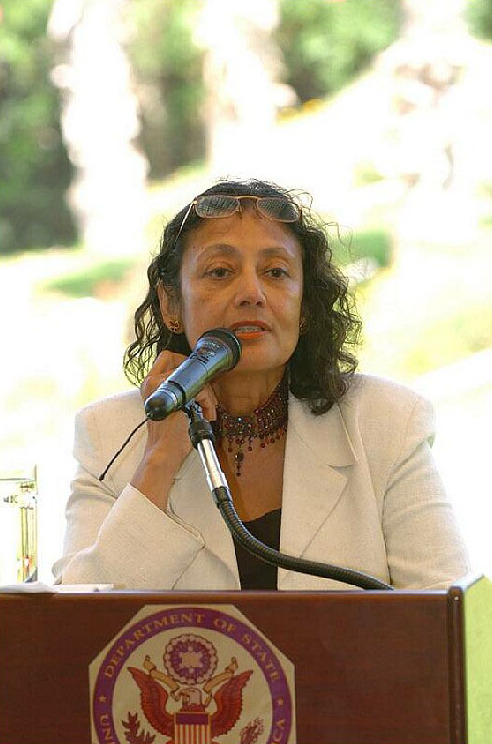
Nascida na Índia, a escritora americana Bharati Mukherjee

Embora tenha ascendência indiana, Bharati Mukherjee deixou registrado que se considera uma escritora americana, e não uma escritora indiana expatriada. Em uma entrevista de 1989 com Amanda Meer, Mukherjee disse: "Eu me considero totalmente uma escritora americana, e essa tem sido minha grande batalha: perceber que minhas raízes como escritora não estão mais, se é que alguma vez estiveram, entre os escritores indianos., mas que estou escrevendo sobre o território sobre os sentimentos, de um novo tipo de pioneiro aqui na América. Sou o primeiro entre os imigrantes asiáticos a fazer essa distinção entre escrita imigrante e escrita expatriada. A maioria dos escritores indianos anteriores a isso ainda se consideravam indianos e sua inspiração literária veio da Índia. A Índia tem sido a fonte e o lar. Considerando que estou dizendo, essas são raízes maravilhosas, mas agora minhas raízes estão aqui e minhas emoções estão aqui na América do Norte."
Jhumpa Lahiri (nascido em 1967) é um autora indiana-americana. A coleção de contos de estreia de Lahiri, Interpreter of Maladies (1999), ganhou o Prêmio Pulitzer de Ficção de 2000, e seu primeiro romance, The Namesake (2003), foi adaptado para o popular filme de mesmo nome.

#### Literatura afro-americana
Ao longo da história americana, os afro-americanos foram discriminados e sujeitos a atitudes racistas. Essa experiência inspirou alguns escritores negros, pelo menos durante os primeiros anos da literatura afro-americana, a provar que eram iguais aos autores europeus-americanos. Como disse Henry Louis Gates Jr, "é justo descrever o subtexto da história das letras negras como esse desejo de refutar a alegação de que, como os negros não tinham tradições escritas, eram portadores de uma cultura inferior".
Ao refutar as reivindicações da cultura dominante, os escritores afro-americanos também tentavam subverter as tradições literárias e de poder dos Estados Unidos. Alguns estudiosos afirmam que a escrita tem sido tradicionalmente vista como "algo definido pela cultura dominante como uma atividade masculina branca". Isso significa que, na sociedade americana, a aceitação literária tem estado tradicionalmente intimamente ligada à própria dinâmica de poder que perpetrou males como a discriminação racial. Ao tomar emprestado e incorporar as tradições orais não escritas e a vida folclórica da diáspora africana, a literatura afro-americana quebrou "a mística da conexão entre a autoridade literária e o poder patriarcal". Ao produzir sua própria literatura, os afro-americanos foram capazes de estabelecer suas próprias tradições literárias sem o filtro intelectual branco. Em 1922, W. E. B. Du Bois escreveu que "a grande missão do negro na América e no mundo moderno" era desenvolver "a arte e a apreciação do belo".

#### Porto Rico
Giannina Braschi (nascida em 1953) é uma escritora porto-riquenha, a quem se atribui a escrita do primeiro romance em espanglês, Yo-Yo Boing! (1998), a trilogia poética pós-moderna Empire of Dreams (1994), e a ficção filosófica United States of Banana (2011), que narra as experiências dos imigrantes latino-americanos nos Estados Unidos e no Porto Batalha rica contra o colonialismo espanhol e americano.

### Canadá
A obra da escritora canadense Margaret Laurence foi influenciada pelas relações coloniais e pela cultura africana quando ela viveu na Somalilândia britânica e depois na colônia britânica da Costa do Ouro na década de 1950, perto do fim de seus tempos como colônias. Margaret Atwood é uma escritora pós-colonial que lidou com temas de busca de identidade por meio de seu estilo gótico do sul de Ontário.
O canadense Michael Ondaatje é um autor aclamado internacionalmente com raízes no Sri Lanka, que explorou em obras como Running in the Family (1983) e The Cat's Table (2011).
Cyril Dabydeen (nascido em 1945) é um escritor canadense nascido na Guiana de ascendência indiana. Ele cresceu em uma plantação de cana-de-açúcar com o senso de contrato indígena enraizado em sua origem familiar.

## Ásia Ocidental: Oriente Médio
Figuras importantes na literatura pós-colonial do Oriente Médio incluíram o romancista egípcio Naguib Mahfouz e o estudioso palestino-americano Edward Said. Said publicou sua obra mais famosa, Orientalism, discutindo a representação da Ásia pelo mundo ocidental. Mahfouz foi inspirado a escrever em grande parte por suas experiências durante a Revolução Egípcia de 1919 (quando ele tinha sete anos), incluindo testemunhar soldados britânicos disparando contra multidões de manifestantes em um esforço para dispersá-los; de acordo com Mahfouz, "Você poderia dizer (...) que a única coisa que mais abalou a segurança da minha infância foi a revolução de 1919", como ele contou em uma entrevista.

## Sudeste Asiático e Ásia Meridional

### Singapura
Bonny Hicks (1968–1997) foi uma modelo e escritora da Eurásia de Singapura. Depois de ganhar fama como modelo, ela ganhou reconhecimento por suas contribuições à literatura pós-colonial de Singapura e pela filosofia antrópica transmitida em suas obras. Seu primeiro livro, Excuse Me, Are You A Model?, é reconhecido como um marco significativo na história literária e cultural de Singapura.

### Índia
A Geração Faminta foi um movimento literário na língua Bengali lançado pelo que hoje é conhecido como o "quarteto Hungryalist", ou seja, Shakti Chattopadhyay, Malay Roy Choudhury, Samir Roychoudhury e Debi Roy (também conhecido como Haradhon Dhara), durante a década de 1960 em Calcutá, na Índia. Devido ao seu envolvimento neste movimento cultural de vanguarda, os líderes perderam seus empregos e foram presos pelo governo em exercício. Eles desafiaram as ideias contemporâneas sobre literatura e contribuíram significativamente para a evolução da linguagem e do idioma usado por artistas contemporâneos para expressar seus sentimentos na literatura e na pintura.
Mahashweta Devi (1926–2016) é uma ativista social e escritora indiana.
O livro de Urvashi Butalia, The Other Side of Silence, é uma coleção de histórias orais e testemunhos sobre a Partição Índia-Paquistão.

### Sri Lanka
Escritores do Sri Lanka como Nihal De Silva e Carl Muller escrevem sobre a situação pós-colonial e o conflito étnico no Sri Lanka. Autores notáveis como DCRA Goonetilleke na Literatura Inglesa do Sri Lanka e no Povo do Sri Lanka 1917-2003 visam a evolução da Literatura Inglesa do Sri Lanka especificamente no que diz respeito à aceitação da língua inglesa e outras grandes controvérsias da época no Sri Literatura Lankan, após sua independência do Império Britânico em 1948.

## Na Europa
The Raj Quartet, uma sequência de quatro volumes, escrita por Paul Scott, também trata do assunto do domínio colonial britânico na Índia, neste caso, os anos finais do Raj britânico. A série foi escrita durante o período de 1965-1975. The Times o chamou de "um dos marcos mais importantes da ficção do pós-guerra". A história do The Raj Quartet começa em 1942. A Segunda Guerra Mundial está no auge e, no Sudeste Asiático, as forças aliadas sofreram grandes perdas. A Birmânia foi capturada pelo Japão, e a invasão japonesa do subcontinente indiano pelo leste parece iminente. O ano de 1942 também é marcado pelo chamado do líder nacionalista indiano Mahatma Gandhi para o movimento Quit India ao governo colonial britânico. O Raj Quartet se passa neste cenário tumultuado para os soldados e civis britânicos estacionados na Índia, que têm o dever de administrar esta parte do Império Britânico. Um tema recorrente é a certeza moral da geração mais velha em contraste com a anomia da geração mais jovem. Outro tema é o tratamento dado aos indianos pelos britânicos que vivem na Índia. Como reflexo desses temas. os personagens britânicos se deixaram "presos por códigos e princípios, que serviam em parte para manter seus próprios medos e dúvidas sob controle".
An Outpost of Progress e Heart of Darkness, do escritor polonês-britânico Joseph Conrad, são baseados em suas experiências no Estado Livre do Congo. Há também The Congo Diary e Other Uncollected Pieces.

### País de Gales
O poeta, romancista e dramaturgo galês Saunders Lewis, que era um importante defensor do nacionalismo no País de Gales, rejeitou a possibilidade da literatura anglo-galesa devido ao status da língua como língua oficial do estado britânico, afirmando que "a literatura que as pessoas chamavam de anglo-galesa -Welsh era indistinguível da literatura inglesa". O próprio Saunders Lewis nasceu em Wallasey, na Inglaterra, em uma família de língua galesa.
A atitude da geração pós-guerra de escritores galeses em inglês em relação ao País de Gales difere da geração anterior, pois eles eram mais simpáticos ao nacionalismo galês e à língua galesa. A mudança pode estar ligada ao fervor nacionalista gerado por Saunders Lewis e ao incêndio da Escola de Bombardeio na Península de Llŷn em 1936, juntamente com uma sensação de crise gerada pela Segunda Guerra Mundial. Na poesia, R. S. Thomas (1913-2000) foi a figura mais importante ao longo da segunda metade do século XX, começando com The Stones of the Field em 1946 e concluindo com No Truce with the Furies (1995). Embora ele "não tenha aprendido a língua galesa até os 30 anos e tenha escrito todos os seus poemas em inglês", ele queria que a língua galesa se tornasse a língua oficial do País de Gales e que a política de bilinguismo anglo-galês fosse abolida. Ele escreveu sua autobiografia em galês, mas disse que não tinha o domínio necessário da língua para empregá-la em seus poemas. Embora fosse um padre anglicano, ele era um nacionalista fervoroso e defendia boicotes contra proprietários ingleses de casas de férias no País de Gales. Como admirador de Saunders Lewis, Thomas defendeu sua necessidade de usar o inglês: "Como existe no País de Gales uma língua materna que continua a florescer, um galês de verdade só pode olhar para o inglês como um meio de reacender o interesse pela língua galesa e de levando as pessoas de volta à língua materna."
Com a criação da Assembleia Nacional do País de Gales, sob a Lei do Governo do País de Gales de 1998, o País de Gales agora tem mais autonomia local do governo central em Londres. A Lei da Língua Galesa de 1993 e o Ato do Governo do País de Gales de 1998 estabelecem que as línguas inglesa e galesa sejam tratadas com base na igualdade. O inglês é falado por quase todas as pessoas no País de Gales e é o idioma principal "de fato". O norte e o oeste do País de Gales mantêm muitas áreas onde o galês é falado como primeira língua pela maioria da população e o inglês é aprendido como segunda língua. O Censo de 2011 mostrou que 562 016 pessoas, 19,0% da população galesa, falavam galês.

### Irlanda

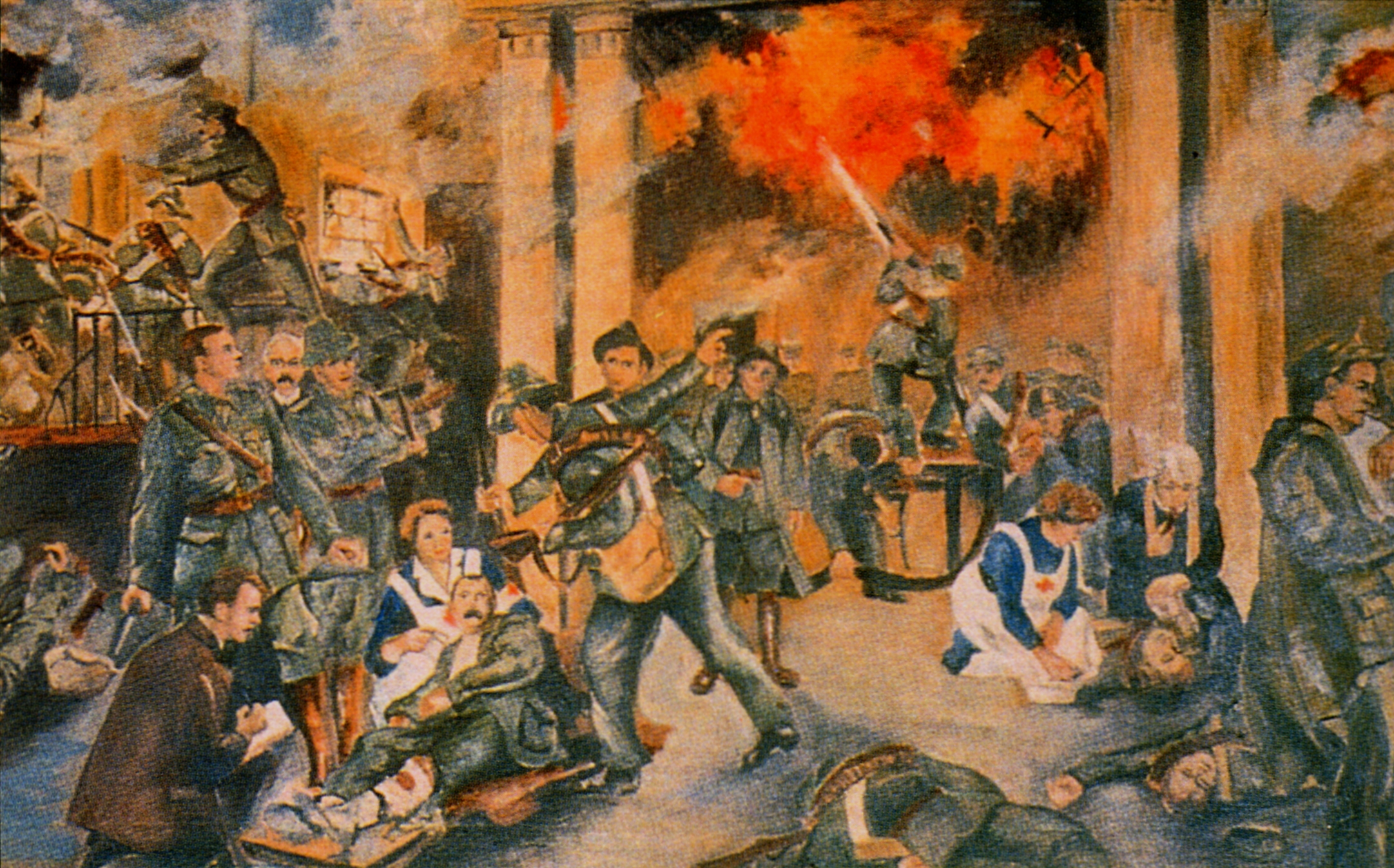
Birth of the Irish Republic, de Walter Paget, retratando o Dublin General Post Office sendo bombardeado durante a Revolta da Páscoa de 1916

O século XVII viu o aperto do controle inglês sobre a Irlanda e a supressão da aristocracia irlandesa. Isso significou que a classe literária perdeu seus patronos, já que a nova nobreza falava inglês com pouco interesse pela cultura mais antiga. Os elaborados metros clássicos perderam seu domínio e foram amplamente substituídos por formas mais populares. Esta foi uma época de tensão social e política, como expressa o poeta Dáibhí Ó Bruadair e os autores anônimos de Pairliment Chloinne Tomáis, uma sátira em prosa sobre as aspirações das classes baixas. Prosa de outro tipo foi representada pelas obras históricas de Geoffrey Keating (Seathrún Céitinn) e a compilação conhecida como os Anais dos Quatro Mestres.
As consequências dessas mudanças foram vistas no século XVIII. A poesia ainda era o meio literário dominante e seus praticantes eram estudiosos pobres, muitas vezes foram escolarizados nos clássicos nas escolas locais e professores por ofício. Esses escritores produziram trabalhos refinados em metros populares para o público local. Este foi particularmente o caso em Munster, no sudoeste da Irlanda, e nomes notáveis como Eoghan Rua Ó Súilleabháin e Aogán Ó Rathaille de Sliabh Luachra. Um certo número de patronos locais ainda era encontrado, mesmo no início do século XIX, e especialmente entre as poucas famílias sobreviventes da aristocracia gaélica. Na primeira metade do século 18, Dublin era o lar de um círculo literário de língua irlandesa ligado à família Ó Neachtain (Naughton), um grupo com amplas conexões continentais.

### Polônia
Clare Cavanagh acredita que a literatura da Polônia é pós-colonial. Dariusz Skórczewski a apoia  e revela como as experiências de dominação estrangeira e a história do império moldaram a cultura e a sociedade polonesa contemporânea. Ambos criticam a base marxista do pós-colonialismo.